# 石梁河镇
石梁河镇位于东海县北部，驻石梁河，距县城26公里。西与山东省临沭县大兴镇、蛟龙镇相邻，南界青湖，东邻黄川镇，北隔沭河与赣榆县沙河镇相望，面积103.60平方公里，常住人口6.3万人，24个村委会。因驻地靠近石梁河水库，故而得名。

## 行政区划
- 石梁河：位于石梁河水库东南，镇驻地。
- 胜泉：位于石梁河东，镇驻地。

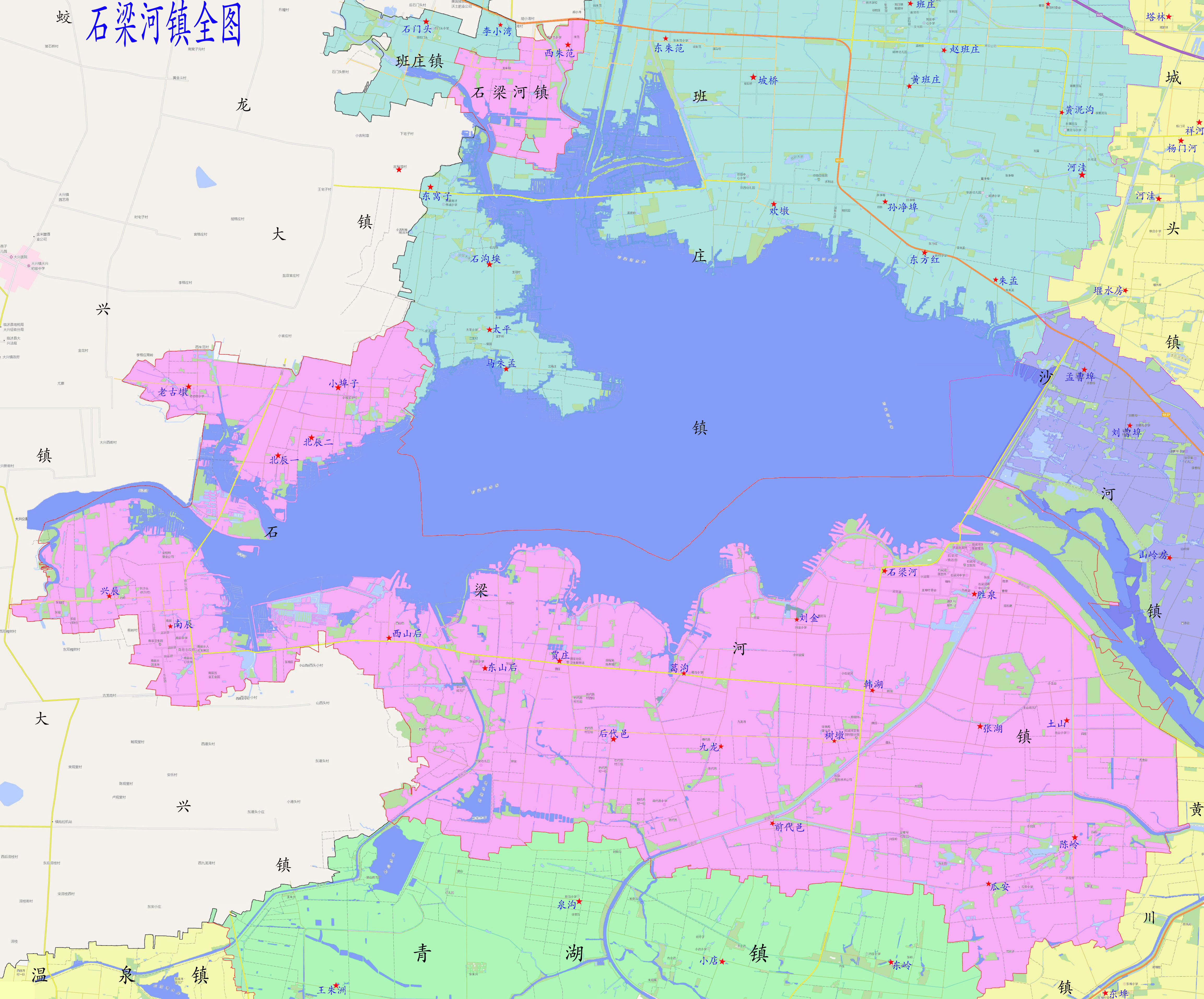
Map of Shilianghe Town

- 南辰村：由南辰村和小南辰（东南辰]]两个自然村组成，2010年人口约4300人。位于石梁河水库西南，石梁河水库上游，原南辰乡驻地。2010年，经县政府批准，南辰村升格为东海经济开发区北区。
- 朱范：位于石梁河水库西北，赣榆县班庄镇境内西部327国道南侧，是本县位于赣榆境内的一块飞地。
- 小埠子：北与赣榆县班庄镇相邻，东濒石梁河水库
- 老古墩：位于小埠子西，与山东省临沭县大兴镇相邻。
- 北辰二：位于小埠子南，东濒石梁河水库。
- 北辰一：位于北辰二南，新沭河北，东濒石梁河水库
- 兴辰村：由长久村（原名长沙头）、郑庄、东尧三个自然村组成，位于新沭河南，北部、西南与南部与临沭县相邻，与北辰一隔新沭河相望。
- 西山后：位于南辰东，北濒石梁河水库。
- 东山后：位于西山后东，北濒石梁河水库。
- 贾庄：位于东山后东，北濒石梁河水库。
- 葛沟：位于贾庄东，北濒石梁河水库。
- 刘金：们于葛沟西北，北频石梁河水库
- 后代邑：位于贾庄东南；
- 九龙：位于后代邑东
- 韩湖：位于九龙东，石房线与韩辰线交汇处。
- 树墩：位于韩湖南
- 前代邑：们于树墩西南，北临石安河；
- 土山：位于石梁河东南，东濒新沭河，与赣榆县沙河镇赤金村隔河相望；
- 张湖：位于土山西、韩湖东。
- 陈岭：位于土山南，东南与黄川镇相邻。
- 瓜安：位于陈岭西，本镇最南一个行政村。

## 地理交通

### 位置
位于东海县北部，西接山东省临沭，北界赣榆。南部与本县之青湖镇、黄川镇接壤。其中西朱范村位于石梁河水库西北端327国道南侧，不与东海县本部接壤，为东海县位于赣榆县境内一块飞地。

### 地形地貌
位于丘陵地带，地势以低矮丘陵为主，地势西高东低，海拔一般在20-50米之间。磨山为境内主要山脉。
境内河渠纵横，河流主要为新沭河、石安河等。新沭河位于北部和东部，是东海县与赣榆县的界河。水库主要有石梁河水库、界埃水库，其中石梁河水库为全省最大的人工水库。

### 气象气侯
属温带湿润季风气候，日照充足，雨热同季，四季分明。年平均日照时数为2300小时，常年无霜期225天。
年平均降水量913毫米，但分布不均，多集中夏季，春秋两季通常降水较少，土地墒情较为严重。

### 地理交通
交通相对便利，310国道与327国道分别位于本镇南北，并通过县级工路石房线相连。村村之间已基本上完成道路硬化，初步建立起起以石房线、韩辰线、黄石公路、横山公路组成的交通网。
本镇海陆空交通亦十分便捷，南距连云港白塔机场28.4公里，临沂机场64.3公里，连云港港口65.9公里，铁路东海县站28公里，连云港西站（新浦）48.7公里，都可以通过国道或省道直接到达。

## 经济

### 农业
境内河道沟渠纵横，北依石梁河水库，较大河流有龙梁河、石梁河，点灌站29座，引水灌溉面积达4万亩，农业发展条件较好。但目前水利设施多老化陈旧，缺乏有效保养，因此整体而言全镇抗灾能力较差，影响农业发展。
农作物以小麦、水稻、花生、玉米。近年大力推广葡萄种植，种植面积达1.5万亩，品种多达20多种，其中早熟有京亚、紫珍香，中熟品种巨峰、藤年，晚熟品种红提、黑提等。是江苏闻名遐迩的“葡萄之乡”。同时盛产葡萄、草莓、苹果、板栗大枣等干鲜果品，种植面积达1200亩。
石梁河水库和界埃水库地区，淡水养殖业较为发达，其中网箱养殖得到大力推广，水库淡水鱼年捕捞400余吨。

### 工业
本地工业基础较为薄弱，全镇工业企业有46家，个体工商户588户，涉及碳化硅、石墨、农副产品加工、服装加工等多个行业，其中规模企业8家，税收过百万元的企业2家。主要工业品种类有：石墨、炭化硅、化工、草柳编工艺品、肥料、服装、肉类。
截止2010年11月底，全镇完成固定资产投资25202万元，规模以上工业总产值30187万元，规模以上工业销售收入28678万元，实现利税2698万元。

### 商业服务业
商业及服务业仍然以传统的农村集市贸易为主，逢农历初二、初七、十二、十七、二十二、二十七有集市。商业服务业发展有较大的潜力。

### 旅游业
本镇为全国农业旅游示范点、省二星级乡村旅游示范点。石梁河乡村旅游区地处苏鲁两省交界处，交通便捷，拥有丰富的生态农业旅游资源，形成了“冬春有草莓、夏秋有葡萄、秋冬有黄梨、四季观磨山、游览海陵湖、品野生鱼虾”的生态旅游格局。
石梁河万亩葡萄观光基地面积达16000亩，有京亚、巨峰、红提等优质葡萄品种20多个，素有“苏北吐鲁番”之美称。晚秋黄梨基地，种植面积达8000亩，是江苏省最大的黄梨基地。海陵湖，即石梁河水库，是江苏省第一大人工湖，游区内现有入口广场、海陵广场、十里长提、水上娱乐区等景点。磨山位于旅游区西南部，山上有抗日烈士纪念塔、唐朝的三官庙旧址、清代护山石刻等。摘四季鲜果，观乡村风光，尝海陵湖鲜，享农家之乐。
特色项目：葡萄采摘、晚秋黄梨采摘、游海陵湖、尝海陵湖鲜等。

## 人口语言
全镇户籍人口6.3万（2013），汉族占99.99%。
语言属中原官话郑曹片青徐小片，但由于历史上长期属于赣榆县，全镇大部受赣榆方言影响较大。原南辰乡所在的西部地区属山东临沂地区口音，受赣榆方言影响很小，与中东部地区在语音和声调上有很大差异。

## 历史沿革
明清属赣榆县
清朝宣统三年，本地匪患日炽，时赣榆县令邀邀兰山县（今临沂市区及临沭县）咨议员王佐良（西朱范人）出兵剿灭；
北洋时期，以石梁河为界，分属赣榆县太和市（治沙河镇）和夹谷市（治欢墩镇）。
抗战时期，八路军115师进至鲁南，师部驻朱范村。刘少奇经苏北至延安，途经朱范村，随员驻朱范村半年之久。
1940年代末，中共在本地夺取政权，设立磨山区、河南区、十一区、九区、七区、八区、五区、苘湖区所辖，并属其所设之东海县；
1957年，合并各区设立树墩乡；
1958年，人民公社化运动兴起，归属黄圈人民公社；
1960年，从黄川人民社划出，以原树墩乡旧域成立树墩人民公社；
1961年，公社驻地由树墩迁至石梁河水库东南岸，并更名为石梁河人民公社；
1971年，石梁河库区原属山东省共20个村庄划入江苏。其中蛟龙区朱范公社之西朱范、王半路、袁半路，大兴区北辰公社之北辰一、北辰二、小埠子、老古墩，观堂区镇化公社的郑庄、长沙头、东窑、 南辰及磨山公社之东山后、西山后，共计13个村划东海，由石梁河人民公社代管；
1973年，所代管之新划入地区成立石梁河库区移民办，即后来之南辰乡；
1983年，石梁河人民公社改称石梁河乡；
1994年，撤乡建镇，更名为石梁河镇；
2013年，南辰乡撤销，整体并入石梁河镇。

## 地区差异
2013年，原历史上曾属山东临沂市临沭县的南辰乡撤销，整体被并入新的石梁河镇，这本是区域整合，做大做强乡镇经济的一件好事情。可是由于原南辰乡地区与石梁河镇固有的语言文化和经济特性的差异，原南辰乡地区与将其三面环绕的山东省大兴镇水乳交融，互嫁儿女，互通有无，却与石梁河镇牵扯不多。在两地语言文化经济差异巨大的情况下，在面对相同政策的情况下，如何协调发展，如何不使原南辰乡地区边缘化，将是石梁河镇和上级政府面临的考验。
以下列举原南辰乡与石梁河镇之不同点：
一：语言文化
原南辰乡地区由于特殊的历史原因，即石梁河水库淹没问题才由原山东省临沭县划到江苏省，其山东鲁文化和山东方言在江苏省显得比较特殊，本地居民多认为自己是山东侉子。
二：农业经济
在石梁河水库建成后，南辰乡为国家贡献三万余亩土地，导致70年代以来人均可耕种土地不足半亩，一直属于江苏省最贫困的乡镇，而石梁河人均土地远多于该地区，新成立的石梁河镇面临同一个镇，人均土地面积差别迥异的问题，资源分配严重不均。
三：工商个体
进入21世纪以来，伴随着国家经济的整体发展，南辰乡地区农民由于土地较少，不受土地束缚，外出务工经商者居多，2005年以来更是实现了招商引资和村镇改造的大发展，自身经济得到较大发展，农民收入大幅增加。商业方面，随着多条商业铺面集中效应的日益体现，与山东地区互通有无，越来越具有省际边贸村镇的特色。2010年，东海县更是将原南辰乡的南辰村升级为县经济开发区北区，该地经济发展迈入了新篇章。
横向比较石梁河镇，该镇人口多，农业经济占有相当重要的地位，工业发展相比较南辰地区反而不占上风，原石梁河镇人口是南辰乡的2倍有余，地区工业产值却与原南辰乡相当，2013年撤乡并镇，可以说是以大吃小，但更是以弱吞强。正如2013年3月16日本文一处题为：乡镇产业可持续发展关键是要集聚资源整合产业的链接所言：
东海撤并石梁河镇和南辰镇，为的是让基础设施较弱的石梁河镇“借道”南辰谋发展。